# 4516 Pugovkin
4516 Pugovkin је астероид главног астероидног појаса са средњом удаљеношћу од Сунца која износи 2,778 астрономских јединица (АЈ).
Апсолутна магнитуда астероида је 12,6.